# Kennbuchstaben von Halbleiterbauelementen
Kennbuchstaben von Halbleiterbauelementen werden zur schnellen Identifikation von typischen elektrischen Bauelementen eingesetzt, die auf Halbleitern basieren.

## Pro-Electron-Norm / EECA
Die Pro-Electron-Norm, heute durch die EECA (European Electronic Component Manufacturers Association, dt. „Europäische Vereinigung der Hersteller elektronischer Bauelemente“) geführt, sieht dazu folgendes Schema vor:
- 1. Buchstabe: Halbleitermaterial (siehe Tabelle)
- 2. Buchstabe: Halbleitertyp (siehe Tabelle)
- 3. Buchstabe (optional): Anwendungsgebiet – nur angegeben, wenn kommerzielle/militärische höhere Anforderungen an das Bauteil in der Entwicklung berücksichtigt wurden. Häufig verwendet werden die Buchstaben R, S, T, V, W, X, Y oder Z, aber auch andere können vorkommen. Diese Zeichen bezeichnen keine speziellen Eigenschaften.

Es folgt eine 2- bis 4-stellige Ziffernfolge, die das Bauteil individualisiert und auf ein bestimmtes Datenblatt festlegt. Ist ein Halbleiter mit 3 Buchstaben gekennzeichnet, dann ist die folgende Ziffernkombination in der Regel zwei- oder dreistellig, andernfalls ist die folgende laufende Nummer drei- oder, selten, vierstellig. Daran können ggf. noch weitere Buchstaben- oder Ziffernkombinationen angehängt sein, die beispielsweise verschiedene Spannungsfestigkeits- oder Verstärkungswerte angeben.
| 1. Zeichen | Bedeutung                                  |
| ---------- | ------------------------------------------ |
| A          | Germanium                                  |
| B          | Silizium                                   |
| C          | Galliumarsenid                             |
| D          | Keramik                                    |
| R          | Verbindungshalbleiter, z. B. Cadmiumsulfid |

| 2. Zeichen | Bedeutung                        | Wärmewiderstand Sperrschicht-Gehäuse {\displaystyle R_{thJG}} (soweit nach Gehäusetyp notwendig) | Bemerkung (weitere wichtige Eigenschaft) |
| ---------- | -------------------------------- | ------------------------------------------------------------------------------------------------ | ---------------------------------------- |
| A          | Diode                            |                                                                                                  |                                          |
| B          | Kapazitätsdiode                  |                                                                                                  |                                          |
| C          | Tonfrequenz-Transistor           | > 15 K/W                                                                                         |                                          |
| D          | Leistungs-Tonfrequenz-Transistor | < 15 K/W                                                                                         |                                          |
| E          | Tunneldiode                      |                                                                                                  |                                          |
| F          | HF-Transistor                    | > 15 K/W                                                                                         |                                          |
| G          | Hybride                          |                                                                                                  |                                          |
| H          | Diode                            |                                                                                                  | magnetfeldabhängig                       |
| K          | HF-Transistor                    | > 15 K/W                                                                                         |                                          |
| L          | Leistungs-HF-Transistor          | < 15 K/W                                                                                         |                                          |
| M          | Mischer                          |                                                                                                  |                                          |
| N          | Optokoppler                      |                                                                                                  |                                          |
| P          | Strahlungsempfänger              |                                                                                                  | Phototransistor, Photodiode              |
| Q          | Strahlungserzeuger               |                                                                                                  | LED, Laser-Diode                         |
| R          | Thyristor oder Triac             |                                                                                                  | kleine Leistung                          |
| S          | Schalttransistor                 | > 15 K/W                                                                                         |                                          |
| T          | Thyristor oder Triac             |                                                                                                  |                                          |
| U          | Leistungs-Schalttransistor       | < 15 K/W                                                                                         |                                          |
| V          | Antenne                          |                                                                                                  |                                          |
| W          | Oberflächenwellenbauteil         |                                                                                                  |                                          |
| X          | Diode                            |                                                                                                  |                                          |
| Y          | Diode                            |                                                                                                  |                                          |
| Z          | Z-Diode                          |                                                                                                  |                                          |

## Weitere Normen
- JEDEC-Norm JESD370B (USA), 1N... für Dioden; 2N... für Transistoren
- JIS-Norm (Japan), 2SA..., 2SB... für PNP- und 2SC..., 2SD... für NPN-Transistoren, 2SJ...,2SK... für MOS-Fets, 1S... für Dioden
- Industriestandards: Viele Halbleiterhersteller sind dazu übergegangen, eigene, firmenspezifische Kennungen zu verwenden, Motorola führte beispielsweise MJ bzw. MJE für Transistoren ein.